# Ibolyafélék
Az ibolyafélék (Violaceae) a legújabb rendszerezések szerint a Malpighiales rendbe tartozó növénycsalád 23 nemzetséggel, közel ezer fajjal. A korábbi rendszerezések az ibolyavirágúak (Violales) rendjébe sorolták, annak névadó családjaként.

## Elterjedésük, élőhelyük
Túlnyomórészt trópusi–szubtrópusi növények; kisebb részük a mérsékelt övi tájakon is nő. A névadó ibolya (Viola) nemzetség sok faja az európai erdőkben él.
Az ibolyák ritkán fás növények, négykörös, öttagú, öttagú már zigomorf virágokkal. A párta egyik szirmának rendesen sarkantyúja alakul, mely két porzó benyíló mézfejtő függelékkel nektárt választ ki. Három termőlevélből nőtt össze a termő, felső állású a magház. Virágképlete: K5C5A5G.
Az ibolyafélék 800 faja a trópusokon, ill. az északi extra trópikus területeken él. Fajgazdag nemzetségük 400 mérsékelt övi faja magyarországi képviselői mint ibolyák ismertek. Az ibolyák két középső szirma lefelé hajlik, elálló irányúak. Az illatos ibolya (viola odorata) kora tavasszal virít az árnyas erdőkben. Magyarország erdeiben a kék ibolyákkal találkozhatunk. Kerti megjelenése a pármai ibolya és az elágazó számú erdei ibolya. A borzas ibolya száraz tölgyesekben, irtásréteken, sztyepplejtőkön terjedt el, színe halványlila. A réti ibolya a láp-mocsárréteken, szikes laposokon látni.

## Jellemzők
Jellemzően pálhás leveleik többnyire váltakozva vagy szórtan állnak, néhány nemzetségé átellenesen.
Négykörös, körönként öttagú viráguk zigomorf. A pártán gyakran sarkantyú alakul ki; ebbe nyúlik bele két porzó mézfejtő függeléke.
Nagy többségük virága kétoldalasan, kisebbségüké sugarasan szimmetrikus. Csésze- és sziromleveleik száma egyaránt öt, a szirmok szabadok. Néhány szirom sarkantyús. A felső állású magház három termőlevélből nőtt össze; a fali (parietális) placentán szélsőségesen változó számú magkezdemény alakulhat ki. A csatlófüggelékek, a mirigypikkelyek és a sarkantyúk nagyon változatossá teszik a porzók alakját; épp ily változatosak a bibék is.
Termésük tok, ritkábban bogyó vagy makkocska. A beérett toktermés a termőlevél középere mentén nyílik föl. Magvaikban sok a növényi zsiradék és a fehérje. Gyakori a magköpeny, ami lehetővé teszi, hogy a magvakat a hangyák terjeszthessék.

## Életmódjuk
Vannak közöttük egy- és kétévesek, valamint évelők is. A fajok nagy többsége lágyszárú, esetleg félcserje. Néhány, leginkább száraz termőhelyekhez alkalmazkodott faj tövises cserjévé vagy kisebb (legfeljebb 8 m magas) fává terebélyesedik.